# Шумеева, Любовь Александровна
Любовь Александровна Шумеева (1918—1995) — советский педагог, Герой Социалистического Труда.

## Биография
Родилась 28 декабря 1918 года в г. Ростове-на-Дону.
По окончании Ростовского педагогического института (ныне Ростовский государственный педагогический университет) начала трудовую деятельность учителем в сельской школе. С 1947 года работала в средней школе № 1 города Ростов-на-Дону, где сначала преподавала русский язык и литературу, а затем стала заместителем директора школы.
В 1960 году стала участницей I Всероссийского съезда учителей. Была участницей организации творческого содружества школы с учеными Ростовского педагогического института. В 1960 году была награждена орденом Ленина. За успехи, достигнутые в обучении и коммунистическом воспитании подрастающего поколения, а также применение эффективных методов работы с учащимися в 1966 году средняя школа № 1 Ростов-на-Дону была награждена орденом Трудового Красного Знамени.
Указом Президиума Верховного Совета СССР от 20 июля 1971 года за большие заслуги в обучении и коммунистическом воспитании учащихся Шумеевой Любови Александровне присвоено звание Героя Социалистического Труда с вручением ордена Ленина и золотой медали «Серп и Молот».
В 1972—1977 годах Любовь Александровна была директором средней школы № 1, город Ростов-на-Дону.
Наряду с педагогической, занималась общественной деятельностью. Будучи членом КПСС, была делегатом XXIV съезда партии. Избиралась депутатом Ростовского городского Совета народных депутатов, членом Ростовского горкома КПСС, председателем постоянной комиссии по народному образованию при городском Совете. Принимала участие в XV съезда профсоюзов.
С 1977 года Любовь Александровна Шумеева находилась на пенсии.
Умерла 18 апреля 1995 года в г. Ростове-на-Дону.
Заслуженный учитель РСФСР (1958), была награждена медалями и знаком «Отличник народного просвещения».
Автор ряда работ, в числе которых «Воспитание коммунистической убежденности на уроках литературы», Ростов-на-Дону, 1962.